# Interporto Futebol Clube
El Interporto Futebol Clube fue un equipo de fútbol Que Jugaba En El Campeonato Tocantinense De Segunda División 
.

## Historia
Fue fundado el 13 de julio de 1990 en el municipio de Porto Nacional del estado de Tocantins luego de que el fútbol en el estado de Tocantins se volviera profesional.
En 1995 participa por primera vez en el Campeonato Tocantinense donde termina en octavo lugar. Dos años después es subcampeón estatal detrás del Gurupi Esporte Clube.
En 1998 gana su primer título estatal al coronarse en la Copa Tocantins, obteniendo la clasificación a la Copa de Brasil de 1999, su primer torneo a escala nacional. En la copa nacional fue debut y despedida al ser eliminado en la primera ronda 1-3 por el Sociedade Esportiva do Gama del Distrito Federal de Brasil. Una realidad diferente vivió en el Campeonato Tocantinense de ese año al proclamarse campeón estatal por primera vez venciendo en la final al Tocantinópolis Esporte Clube, clasificando a la Copa Joao Havelange y a la Copa de Brasil del 2000.
En el torneo nacional de Brasil abandona el torneo en la primera ronda, y en la Copa de Brasil de ese año fue eliminado en la primera ronda 0-8 por el Esporte Clube Bahia del estado de Bahía. En el Campeonato Tocantinense no pudo revalidar el título y pierde al final con el Palmas Futebol e Regatas.
Luego incluso de hasta descender del Campeonato Tocantinense en 2008, el club vuelve a ser campeón estatal en 2013 venciendo en la final al Gurupi EC, por lo que logra clasificar por primera vez al Campeonato Brasileño de Serie D y regresa a la Copa de Brasil en 2014.
En su primera aparición en la cuarta división nacional es eliminado en la primera ronda al terminar en último lugar de su zona entre cinco equipos finalizando en el lugar 36 entre 41 equipos, y en la Copa de Brasil de ese año es eliminado en la primera ronda por el Sampaio Corrêa Futebol Clube del estado de Maranhao al empatar 2-2 el partido de ida y perder 1-3 en el de vuelta. En ese año se convierte en bicampeón estatal al vencer en la final al Tocantinópolis Esporte Clube.
En 2015 hace su regreso a la Copa de Brasil donde es eliminado en la primera ronda 2-5 por la Associaçao Chapecoense de Futebol del estado de Santa Catarina. En ese año estuvo cerca del tricampeonato estatal, pero pierde la final con el Tocantinópolis Esporte Clube, el mismo rival al que venció el año anterior.
En 2017 vuelve a ser campeón estatal al vencer en la final al Sociedade Desportiva Sparta, obteniendo la clasificación al Campeonato Brasileño de Serie D y a la Copa de Brasil de 2018.
En la cuarta división nacional es eliminado en la primera ronda al terminar en último lugar en su zona entre cuatro equipos, finalizando en el lugar 52 entre 68 equipos; mientras que en la Copa de Brasil de ese año es eliminado en la primera ronda por el Esporte Clube Juventude del estado de Mato Grosso del Sur por el criterio de desempate en el cual el equipo visitante clasifica si empata.
En 2018 termina en tercer lugar del Campeonato Tocantinense, logrando la clasificación al Campeonato Brasileño de Serie D de 2019 debido a que el Gurupi EC desistió de participar por problemas financieros.
En el Campeonato Brasileño de Serie D es eliminado en la primera ronda al finalizar en último lugar en su grupo y terminó en la posición 64 entre 68 equipos.

## Palmarés
- Campeonato Tocantinense: 4

1999, 2013, 2014, 2017
- Copa Tocantins: 1

1998
- Campeonato Tocantinense de Segunda División: 1

2009